# رسالة إلى الدوقة الكبرى كريستينا
" رسالة إلى الدوقة الكبرى كريستينا " هي مقالة كتبها جاليليو جاليلي عام 1615. كان القصد من هذه الرسالة هو التوفيق بين الكوبرنيكية ومذاهب الكنيسة الكاثوليكية. حاول جاليليو استخدام أفكار آباء وأطباء الكنيسة لإظهار أن أي إدانة للكوبرنيكية لن تكون مناسبة.

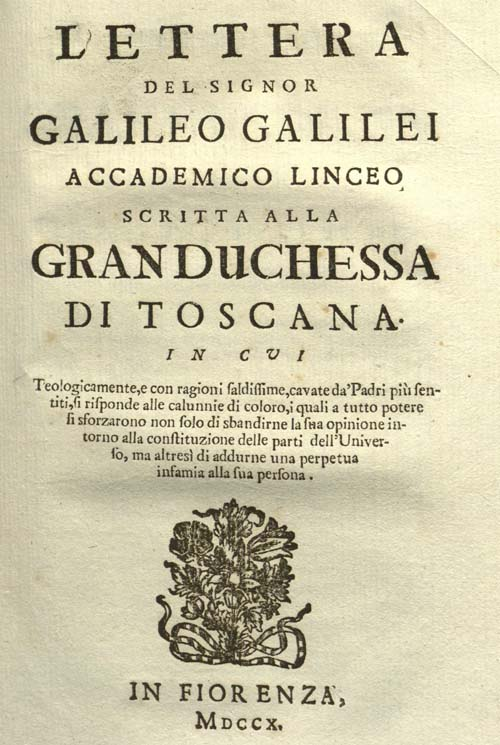
غلاف رسالة جاليليو إلى الدوقة الكبرى كريستينا

## خلفية
كريستينا هي ابنة تشارلز الثالث ملك لورين وحفيدة كاثرين دي ميديشي .

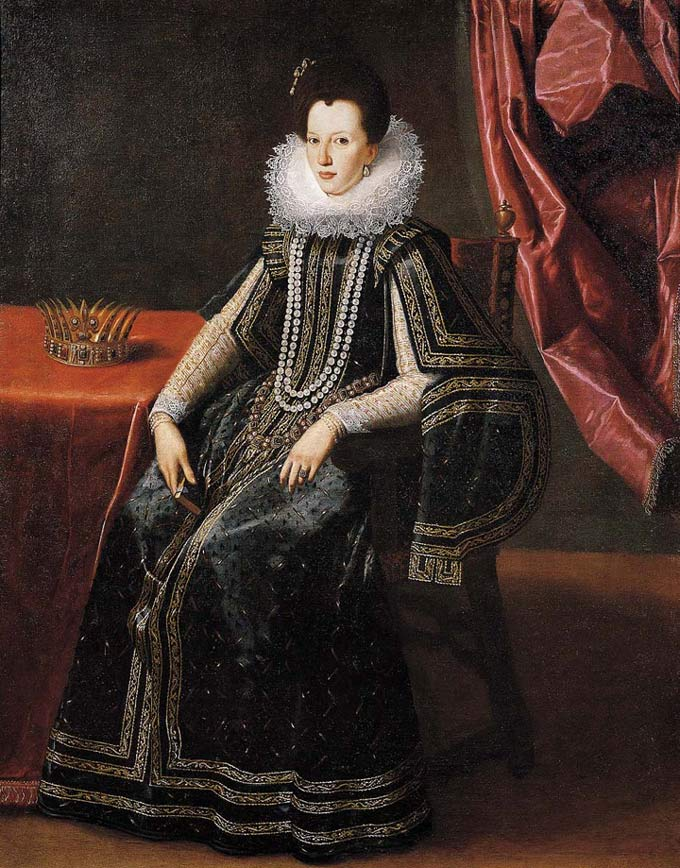
تيبيريو تيتي - صورة كريستين لورين ميديشي ، 1600

في عام 1611 ، أخبر جاليليو من طرف صديقه سيغولي، " إن الرجال السيئين الذين يحسدونك على فضائلك ومزاياك اجتمعوا [لمناقشة] ... أي وسيلة ممكنة لإلحاق الضرر بك."وكان عدد العلماء الطبيعيين الذين اختلفوا مع جاليليو حول خطابه عن الأجسام الطافية ، او كانو ببساطة منحازين ضده في تزايد, ولكن بخلاف الرسالة الوحيدة التي كانت من طرف نيكولو لوريني ، لم يكن هناك الكثير من النقاش حول هذه القضية خلال الفترة المتبقية من العام.
في أواخر عام 1613 ، كتب طالب جاليليو السابق بينيديتو كاستيلي ، وهو راهب بندكتيني ومحاضر في الرياضيات في جامعة بيزا ، إلى جاليليو عن الأحداث التي وقعت في مأدبة إفطار حديثة في بيزا مع الدوق الأكبر كوزيمو الثاني دي ميديشي . في سياق محادثة على الإفطار ، جادل كوزيمو بوسكاليا ، وهو أستاذ فلسفة ، بأن حركة الأرض لا يمكن أن تكون صحيحة ، لأنها تتعارض مع الكتاب المقدس . بعد انتهاء الإفطار ، تم استدعاء كاستيلي للرد على الحجج الكتابية ضد حركة الأرض من كريستينا. تولى كاستيلي دور عالم اللاهوت في الرد ، وأقنع الجميع هناك باستثناء الدوقة (التي اعتقد أنها كانت تتجادل بشكل أساسي لسماع إجاباته) وبوسكاجليا (الذي لم يقل شيئًا أثناء هذا الحوار).  فقرر جاليليو مخاطبة كريستينا بسبب رغبتها في معرفة المزيد عن علم الفلك. كما أن منصب كريستينا في السلطة سيعطي الرسالة مزيدًا من البريق للنبلاء وقادة الكنيسة الآخرين.

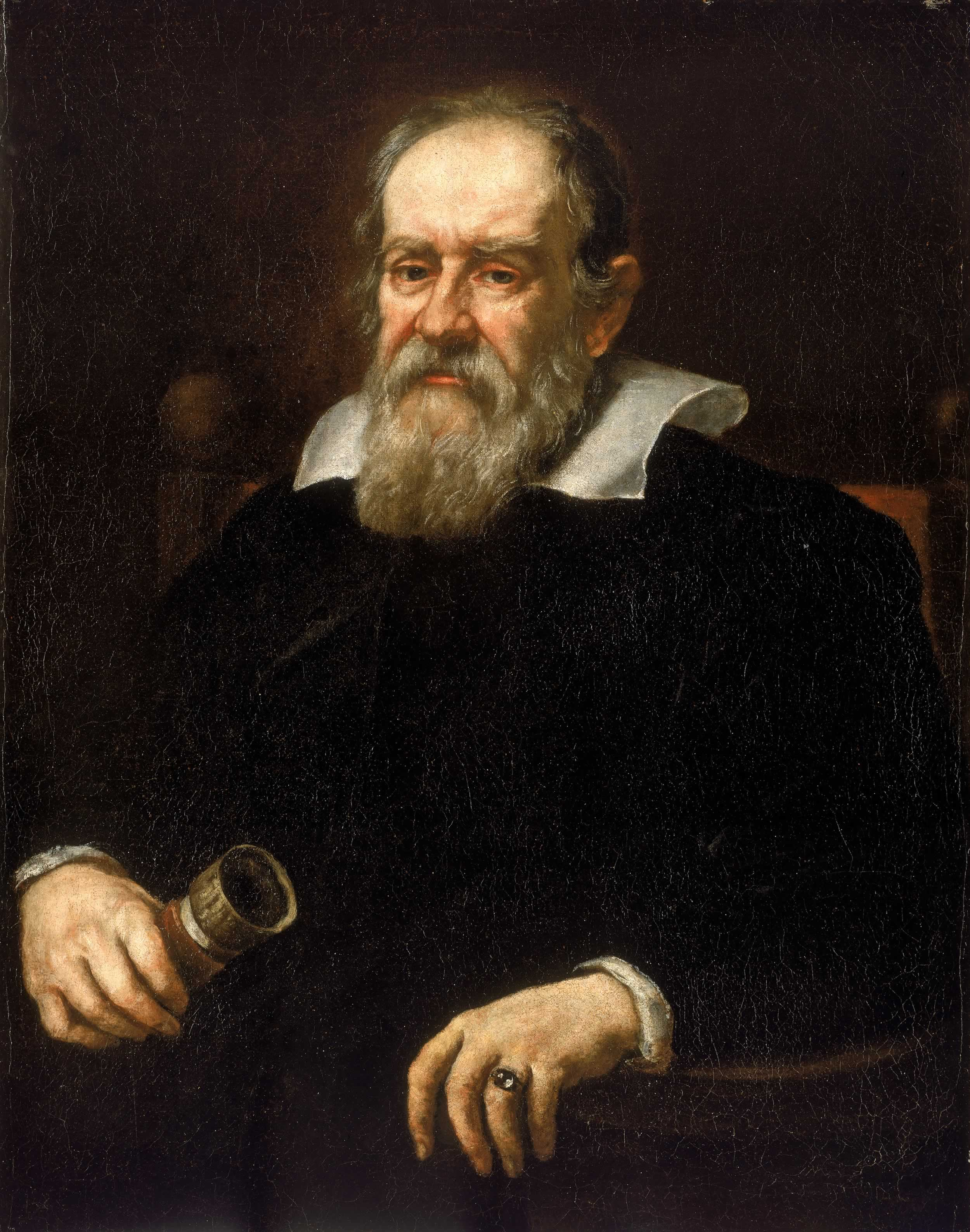
يوستوس سوسترمانز - صورة غاليليو جاليلي ، 1636

رد جاليليو على كاستيلي برسالة طويلة عرض فيها موقفه من العلاقة بين العلم والكتاب المقدس. بحلول عام 1615 ، مع انتشار الجدل حول حركة الأرض وتزايد خطورتها ، راجع جاليليو هذه الرسالة ووسعها بشكل أكبر ؛ لتصبح هذه الأخيرة رسالة إلى الدوقة الكبرى كريستينا ( Letter to the Grand Duchess Christina). تم تداول الرسالة في مخطوطة ولكن لم تتم طباعتها إلا بعد ذلك بوقت طويل ، بعد أن أدانت محاكم التفتيش غاليليو. ظهرت في ستراسبورغ عام 1636 بنص إيطالي ولاتيني ، كما يظهر في أعلى الصورة اليمنى. تم قمعها في الولايات القضائية الكاثوليكية ، وكذلك جميع أعمال غاليليو في تلك الفترة التي تناولت هذا الموضوع. 

## محتويات الرسالة
جادل جاليليو بأن النظرية الكوبرنيكية لم تكن مجرد أداة حسابية رياضية ، ولكنها حقيقة فيزيائية. تتضمن الرسالة فقرة مباشرة كتب فيها غاليليو:
تسبب هذا النهج في قيام البعض ، بمن فيهم الراهب الدومينيكاني نيكولو لوريني ، بتقديم شكوى إلى محاكم التفتيش ، التي أدانت الكوبرنيكية في عام 1616 باعتبارها عبثية فلسفية ومخالفة للكتاب المقدس. بعد ذلك بوقت طويل ، حاكمت محاكم التفتيش غاليليو بنفسه وفي عام 1633 أدانته بشبهة بدعة .

## منهجية الخطاب
بدأ جاليليو الخطاب بقليل من الإطراء للدوقة الكبرى. حيث حاول تصويرها كشخصية ذات سلطة ثم قدم أوراق اعتماده الخاصة لإظهار أن لديه سلطة مماثلة. و نظرًا لأن الدوقة الكبرى كانت شخصية ذات سلطة عالية ولكن لم يكن لديها الكثير من المعرفة في مجال علم الفلك ، فقد كتب جاليليو الرسالة بطريقة مفهومة لشخص عادي. و حاول الحصول على تعاطف الدوقة من خلال ذكر الهجمات غير العادلة ضد شرفه. و تصوير "نفسه على أنه رجل حسن النية لا يسعى إلا إلى الكشف عن الحقيقة".  وذكر أنه كان متحمسًا لكتابة الرسالة لتبرير نفسه لرجال الدين الذين يحترمهم كثيرًا.

## حجة جوشوا
استخدم نقاد النظام الكوبرنيكي معركة جبعون Gibeon من الفصل العاشر من سفر يشوع كدليل كتابي ضد مركزية الشمس. في الفصل ، يطلب موسى من الله أن يوقف الشمس لإطالة النهار والسماح لبني إسرائيل بالفوز في المعركة. عندما تؤخذ هذه القصة حرفيًا ، فإنها تشير إلى أن الشمس متحركة. 
تبنى جاليليو منظور أوغسطيني ، ليهمشه أيضًا لاحقًا. في الرسالة إلى الدوقة الكبرى ، يشير إلى عمل أوغسطينوس من هيبو De Genesi ad Litteram ، والذي يدعو إما إلى حل وسط بين الترجمة الحرفية للكتاب المقدس وعلم الفلك أو وجهة نظر مجازية ، والتي يمكن أن تحل النزاعات الفلكية المستقبلية الناشئة والتي قد تعرض صلاحية الكتاب المقدس للخطر. 
في حين أن منتقديه اعتبروا أن توقف الشمس يعني أن الشمس توقف مدارها حول الأرض ، فسرها جاليليو من منظور فلكي مختلف. ادعى أن الله أوقف دوران الشمس بدلاً من حركتها المدارية المفترضة. بحجة أن دوران الشمس يقود النظام الكوكبي بأكمله ، بما في ذلك الدوران اليومي للأرض على محورها ، خلص إلى أنه عندما أوقف الله الشمس عن الدوران ، أوقف هذا أيضًا دوران الأرض وأطال النهار ، كما رغب موسى. وهكذا جادل جاليليو بأن قراءته الكوبرنيكية لممر جوشوا كانت في الواقع أكثر حرفية من القراءة التقليدية لمركزية الأرض. ومع ذلك ، لم ير جاليليو هذا كدليل حقيقي لصالح الكوبرنيكية ، ولكن ببساطة كنقطة نقاش: حتى لو لعبنا وفقًا لقواعد خصومه وأعطينا وزنًا علميًا للقراءات الحرفية للنصوص المقدسة ، فإن الكوبرنيكية لا تزال منتصرة. 

## استقبال
كتب جاليليو الرسالة إلى الدوقة الكبرى في محاولة لإقناعها بالتوافق بين الكوبرنيكية والكتاب المقدس. كان هذا بمثابة أطروحة تحت ستار رسالة ، بهدف مخاطبة الأقوياء سياسياً ، وكذلك زملائه الرياضيين والفلاسفة. كان هدف الجمهور الثانوي مستهدفًا لمن يعتقد أنه كان يدين كوبرنيكوس. كان فشل هذه الحيلة هو أنه استخدم كريستينا بصفتها جمهوره الفخري ، بدلاً من جمهور الظل الذي سعى حقًا إلى إقناعه. كانت النتيجة أنه كان يحاول تحريك جمهور غير معتاد على الموضوع الذي اختاره ، بدلاً من أولئك الذين كانوا مهتمين بالفعل بموضوع حركة السماوات. 
"بنبرة استنكاره ، يميز جاليليو بشكل فعال مجموعة من الفلاسفة واللاهوتيين كخصوم يشرع في تحديد أخطائهم". ضمن تلك المجموعة كان الأرسطيون التقدميون ، بما في ذلك الأسقف ديني والكاردينالات بيلارمين وباربيريني ، بالإضافة إلى علماء الفلك اليسوعيين المشهورين في كوليجيو رومانو (الكلية الرومانية). كان هؤلاء الرجال منفتحين على التظاهر العلمي للتقدم في نظريات كوبرنيكوس ، لكن جاليليو يهاجمهم قائلا إنهم "يقررون" بحماس منافق " الحفاظ على ما يؤمنون به بأي ثمن ، بدلا من الاعتراف بما هو واضح لأعينهم." هذا ضاعف مشاكله بدلا من مساعدته. علاوة على ذلك ، افتقدت رسالته الحقائق الرئيسية التي تشمل موقف الكنيسة غير المهاجم لكوبرنيكوس عندما اقترح الكنسي نموذجه لمركزية الشمس. قام عالم لاهوت دومينيكي تولوساني بهجوم غير منشور على النظام الكوبرنيكي في وقت مبكر من عام 1544.
علاوة على ذلك ، كانت نبرة الخطاب قتالية وفخورة للغاية. "استاء الكثيرون من لهجته المتغطرسة ، وافتراضه للتحدث عن المسائل اللاهوتية ، ولعبوره من عالم علم الفلك الرياضي إلى عالم الفلسفة الطبيعية."  "لكنه أفسد نفسه بوقوعه في حب عبقريته وعدم احترامه للآخرين. و لا ينبغي للمرء أن يتساءل لم تآمر الجميع على لعنه ". 

## روابط خارجية
- رابط إلى " رسالة جاليليو إلى كريستينا : بعض الاعتبارات البلاغية" لموس:
- رسالة جاليليو إلى الدوقة الكبرى عام 1615
- كتاب التاريخ الحديث لجامعة فوردهام عن "جاليليو جاليلي: رسالة إلى الدوقة الكبرى كريستينا من توسكانا ، 1615":